# Parachaeturichthys polynema
Parachaeturichthys polynema es una especie de peces de la familia de los Gobiidae en el orden de los Perciformes.

## Morfología
Los machos pueden llegar a alcanzar los 15 cm de longitud total.

## Hábitat
Es un pez de mar y, de clima tropical y demersal.

## Distribución geográfica
Se encuentra en Australia, la China (incluyendo Hong Kong), la India, Indonesia, el Japón, Omán, Papúa Nueva Guinea, las Seychelles, Sudáfrica y Taiwán.

## Observaciones
Es inofensivo para los humanos.